# Bexheim

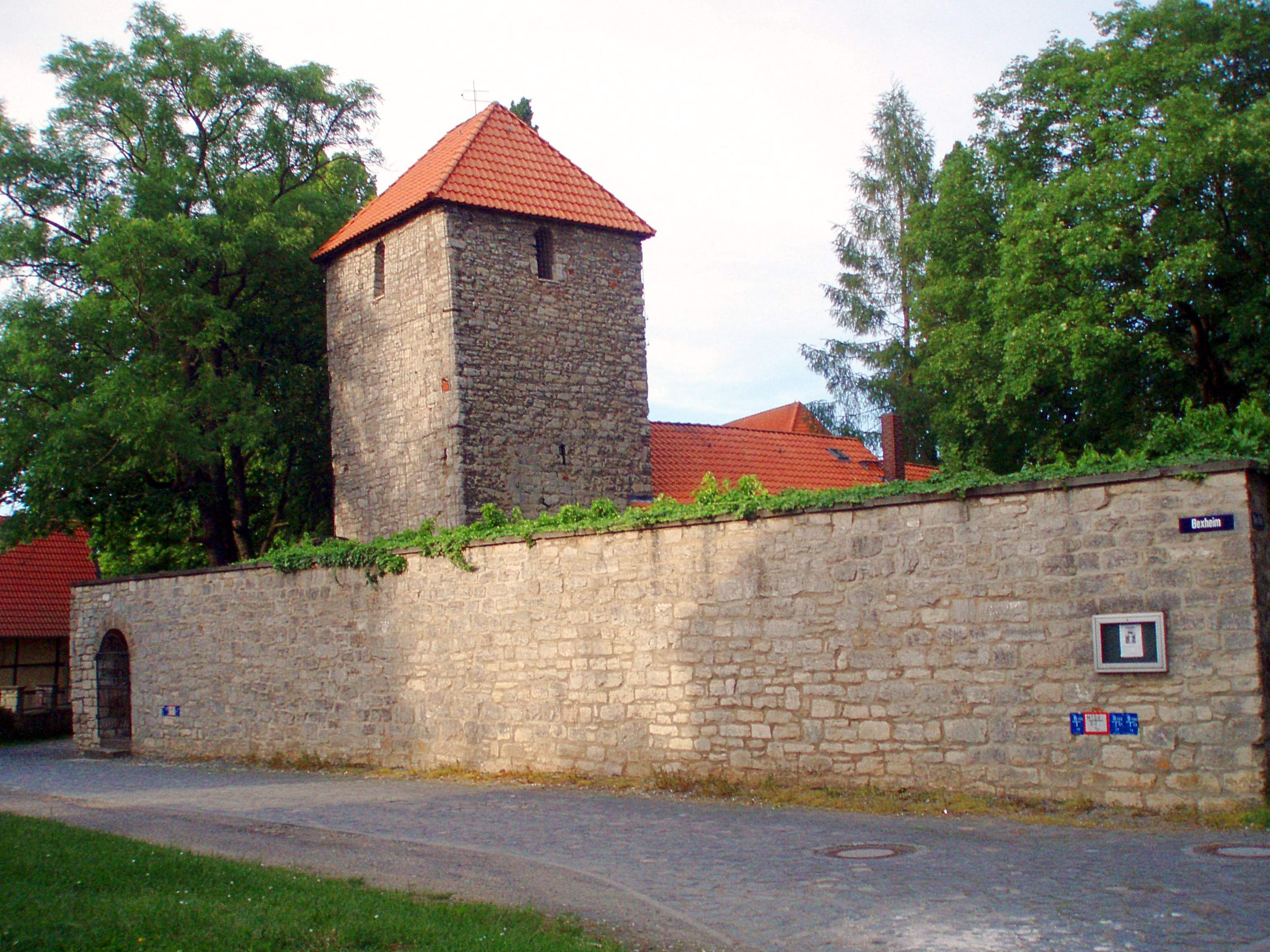
Bexheim

Bexheim ist eine ursprünglich eigenständige dörfliche Siedlung mit eigener romanischer Kirche, die in der Gemeinde Deersheim im Landkreis Harz, aufgegangen ist. Heute trägt eine Straße in Deersheim die Bezeichnung Bexheim. Im einstigen Dorf war die Familie von Gustedt ansässig, die auch das Patronat über die Kirche besaß. Davon übriggeblieben ist noch der kleine Privatfriedhof dieser Familie an der Nordseite der Kirche.

## Kirche
Bei der Dorfkirche von Deersheim-Bexheim handelt es sich um eine charakteristische spätromanische Anlage. Der Kirchenbau besteht aus einem mächtigen quadratischem Westturm, gleich breitem rechteckigem Schiff, etwas eingezogenen Chor und einer halbkreisförmigen Apsis. Sie wurde vermutlich um 1170 aus behauenen Feldsteinen erbaut und vom Halberstädter Bischof Ulrich geweiht. Den wehrhaften Turm und das Kirchenschiff öffnen nur wenige kleine Rundbogenfenster.
Der Kirchturm wies tiefe Risse auf, gegen das Herausfallen von Steinen in einen benachbarten Kindergarten wurde er 2010 mit einem Drahtgeflecht „gesichert“. Die Deutsche Stiftung Denkmalschutz engagierte sich, und seit Ende 2012 ist der Kirchturm wieder saniert.
Im flachgedeckten Innenraum ist besonders der Flügelaltar aus dem Ende des 15. Jahrhunderts zu erwähnen, der sich über einer steinernen Mensa erhebt. Das älteste Ausstattungsstück ist der romanische Taufstein aus Sandstein.
Koordinaten: 51° 58′ 56,8″ N, 10° 46′ 49,2″ O